# Sphaerorrhiza
Sphaerorrhiza är ett släkte av tvåhjärtbladiga växter. Sphaerorrhiza ingår i familjen Gesneriaceae.
Kladogram enligt Catalogue of Life:
| Sphaerorrhiza | \| \| Sphaerorrhiza burchellii \| \| \| \| \| \| Sphaerorrhiza sarmentiana \| \| \| \| |
|               | \| \| Sphaerorrhiza burchellii \| \| \| \| \| \| Sphaerorrhiza sarmentiana \| \| \| \| |
|               | Sphaerorrhiza burchellii                                                               |
|               |                                                                                        |
|               | Sphaerorrhiza sarmentiana                                                              |
|               |                                                                                        |